# 恋愛約束
『恋愛約束』（れんあいやくそく）は、結衣による日本のケータイ小説作品。2008年にケータイドラマ化もされた。

## 概要
2007年にゴマブックスより書籍化され、その売り上げは20万部を超えた。また、2008年には魔法のiらんど内でケータイドラマ化された。

## あらすじ
たくさんの彼女をもつ翼と幼馴染を一途に思い続ける無口な優斗の2人がひなたと同じクラスになる。その中、ひなたは優斗を好きになった。
しかし優斗はひなたを“一番”には思えず、そして2人は、「恋愛約束」を結んだ。この約束が、2人を苦しめることになる。

## ドラマ

### スタッフ
- 監督：坂上忍
- プロデューサー：岩淵規

### キャスト
- 市川ひなた：広瀬アリス(広瀬晶)
- 二宮優斗：福山一樹
- 江口翼：佐々木喜英
- 川上奈波：逢田梨香子(伊藤梨花子)
- 松山ヒカリ：北村佳織
- 花岡美穂：里久鳴祐果
- 大竹健司：古川雄大
- 山川：藤村直樹

## 書籍
- 恋愛約束　上下（ゴマブックス、2007年）
- 恋愛約束　上下 クリスマスBOX（ゴマブックス　2007年）
- 恋愛約束　上下（魔法のiらんど文庫、2010年）